# Frederik Vanderbiest

Frederik Vanderbiest, né le 10 octobre 1977 à Vilvorde en Belgique, est un footballeur et entraîneur belge. Il est actuellement l'entraîneur du KV Malines.

## Palmarès

### En tant que joueur
- Vice-Champion de Belgique de division 2 en 2005 avec KSV Roulers.

### En tant qu'entraîneur
- Champion de Belgique de division 2 en 2013 avec KV Ostende